# I misteri del Cafè Minamdang
I misteri del Cafè Minamdang (미남당?, MinamdangLR), noto anche con il titolo internazionale Cafè Minamdang, è un drama coreano trasmesso su KBS2 dal 27 giugno al 23 agosto 2022; l'edizione italiana è a cura di Netflix, esclusivamente in versione sottotitolata.

## Trama
Han-joon è un detective che si è reinventato come truffatore: fingendo di essere un cartomante avvicina nel proprio Cafè Minamdang numerosi clienti paganti, sebbene effettivamente cerchi con le proprie capacità di risolvere i problemi di chi si rivolge a lui. La poliziotta Jae-hee, convinta che Han-joon sia soltanto un imbroglione, cerca allora di incastrarlo.